# Фредерік II (король Данії)
Фре́дерік II (дан. Frederik 2.; 1 липня 1534, Гадерслев — 4 квітня 1588, монастир Антворсків, поблизу Слагельсе) — король Данії і Норвегії від 1 січня 1559 до смерті, з династії Ольденбургів.
Син данського короля Кристіана III і Доротеї фон Саксен-Лауенбург (9 липня 1511 — 7 жовтня 1571).

## Роки до царювання
У 1542 році, після довгих переговорів батька з державною радою, вся Данія присягнула Фредеріку як спадкоємцеві престолу. У 1548 році присягнула йому і Норвегія, яку він тоді відвідав в перший і останній раз. Наслідним герцогом Шлезвіг-Гольштейн його за життя батька так і не обрали.
Вихований Фредерік був, за наполяганням державної ради, в Данії. Науками його не особливо обтяжували; він вів досить веселе і вільне життя в колі однолітків, що виховувалися разом з ним. Його завчасно стали вводити в курс в державних справ, він брав участь у засіданнях державної ради, входив в офіційні зносини з церквою, університетом тощо.
У 1557 році він їздив до Німеччини і зав'язав дружні стосунки з німецькими князями, дворянами і військовими; багатьох з останніх він згодом викликав до себе на службу до Данії. На відміну від свого батька він був прихильником військових ідеалів і вже в юному віці товаришував з німецькими військовими. Незабаром після приходу до влади він здобув першу перемогу, завоювавши Дітмаршен улітку 1559 року.

## Перша половина царювання
У 1559 році помер Крістіан III, і Фредерік став королем Данії та Норвегії. Від молодого короля можна було спочатку очікувати надзвичайного правління; але його сміливій, здоровій і широкій натурі бракувало розсудливості, витримки і твердої наполегливості; відсутність цих якостей лише до певної міри заповнювалась вмінням вибирати радників і підкорятися їхньому керівництву серйозних випадках. Війна з Дітмаршеном, втручання в заплутані політичні відносини прибалтійських областей, відновлення старої юніоністської політики (див. Кальмарська унія), що мала за мету об'єднання під одним скіпетром всіх трьох північних держав і призвела до кривавої війни зі Швецією — ось головні події першої частини царювання Фредеріка.
Головний військовий конфлікт, в якому брала участь Данія під час його правління, була Північна семирічна війна 1563—1570 років. Фредерік робив невдалі спроби завоювати Швецію, якою правив його двоюрідний брат, король Еріком XIV. Конфлікт розвинувся у надзвичайно виснажливу війну, що повністю розорила деякі області Скандинавії. Король особисто вів у бій свою армію, але без особливого результату, що призвело до погіршення його відносин зі знаттю. Однак заворушення у Швеції та участь в управлінні Данією талановитого державного діяча Педера Оксі дозволили поліпшити стан справ. Війна закінчилася відновленням статус-кво-анте-белюм, що дало можливість Данії «зберегти обличчя», але також показало обмеженість данської військової сили.

## Повоєнні роки
Після війни Фредерік зберігав світ, але не відмовився від спроб добитися слави морського правителя. Його зовнішня політика відзначена моральною підтримкою протестантських держав (свого часу він доглядав за англійською королевою Єлизаветою I, ставши лицарем ордена Підв'язки). Але в той же час він зберігав строгий нейтралітет.
Фредерік зосередився на відновленні постраждалої данської економіки та посилення оборони країни. Його головний радник Педер Оксі обклав податком дворянство, брав мито за прохід суден через протоку Зунд в Балтійське море — важливий торговий шлях для економік держав північної Європи. Доходи від стягнення мита надавали суттєву підтримку економіці Данії, додаткові доходи також були отримані після зменшення конкуренції з боку торгових міст Ганзи. Прагнучи посилити контроль Данії над Балтикою, Фредерік очистив від піратів моря, що омивають Данію.
В управлінні державою брали участь Педер Оксі (Peder Oxe), Нільс Каас (Niels Kaas), Арільд Хуітфельдт (Arild Huitfeldt) і Крістофер Валькендорф (Christoffer Valkendorff). Друга частин правління Фредеріка (з 1571 року) була щасливою епохою в історії Данії. Тривалий мир викликав загальне процвітання; престиж Данії також піднявся, як давно не бувало; королівська влада дещо посилилася.
Фредерік був покровителем наук і мистецтв і прихильником свободи совісті. У період з 1574 по 1585 роки для захисту протоки Зунд побудував фортецю Кронборг в Хельсінгері, оспівану в трагедії Шекспіра «Гамлет». У 1576 році заснував Фредрікстад у Норвегії. Фредерік підтримував знаменитого астронома Тихо Браге, надавши йому в користування острів Вен (неподалік Копенгагена) та грошові кошти на побудову обсерваторії Ураніборг.
Похований у Роскілльському соборі.

## Родина
Дружина — Софія Мекленбург-Гюстровська
Діти:
- Єлизавета (1573 — 1626) — дружина герцога Брауншвейзького Генріха Юліуса;
- Анна (1574 — 1619) — дружина шотландського короля Якова VI, згодом англійського короля під іменем Якова I;
- Кристіан (1577 — 1648) — король Данії Крістіан IV;
- Ульрік (1578 — 1624);
- Августа (1580 — 1639) — дружина герцога Йоганна Адольфа Гольштейн-Готторпського;
- Гедвіга (1581 — 1641) — дружина Крістіана II, курфюрста Саксонії;
- Йоганн (1583 — 1602) — Іван королевич, наречений царівни Ксенії Годунової.